# Єрмачиха (Краснощоковський район)
Єрмачи́ха (рос. Ермачиха) — селище (в минулому село) у складі Краснощоковського району Алтайського краю, Росія. Входить до складу Верх-Комишенської сільської ради.

## Населення
Населення — 107 осіб (2010; 173 у 2002).
Національний склад (станом на 2002 рік):
- росіяни — 92 %